# Отпуск без конца
«Отпуск без конца» (англ. Permanent Vacation; 1980) — первый полнометражный фильм Джима Джармуша.

## Сюжет
Главный герой фильма — Олле — бродит по пустынным полуразрушенным районам Нью-Йорка, встречаясь со странными обитателями города. Он приходит навестить мать, которая находится в сумасшедшем доме. Чтобы заработать немного денег, Олле угоняет автомобиль, за который получает 800 долларов. На эти деньги он садится на корабль и отправляется в Париж.

## Критика
Получил 69 баллов из 100 на Metacritic на основе 4 отзывов критиков.
Винсент Кэнби назвал этот фильм «обязательным к просмотру для всех, кто разделяет убеждение, что мистер Джармуш — самый впечатляющий и оригинальный американский режиссер 80-х годов». Эрик Эйдельштейн из IndieWire назвал его «трогательным видением того, каково это-быть по уши влюбленным в искусство, любовь и самого себя в конце 1970-х годов в Нью-Йорке».

## Награды
- 1980 — Международный кинофестиваль Мангейм — Хайдельберг (ФРГ)
  - Премия Джозефа фон Штернберга — Джим Джармуш
- 1982 — Международный кинофестиваль в Фигейра-да-Фоше (Португалия)
  - Премия ФИПРЕССИ — Джим Джармуш